# 镊口鱼
镊口鱼（学名：Forcipiger longirostris）輻鰭魚綱鱸形目蝴蝶魚科的其中一種。其种加词“longirostris”意为“长吻的”。

## 分布
本魚分布於印度太平洋區，包括留尼旺、葛摩、葉門、馬爾地夫、模里西斯、塞席爾群島、斯里蘭卡、馬來西亞、泰國、菲律賓、印尼、中國南海、東海、日本、台灣、越南、新幾內亞、澳洲、馬里亞納群島、馬紹爾群島、密克羅尼西亞、帛琉、諾魯、紐埃、斐濟群島、夏威夷群島、法屬波里尼西亞、東加、薩摩亞群島等海域。

## 深度
水深1至25公尺。

## 特徵
本魚體極為側扁，吻部突出延長呈管狀，頭部上半端，從鰓蓋向前為黑色，下頜和喉部為銀色，體色鮮黃。背鰭和臀鰭的後緣為淺藍色，臀鰭上有一眼班。背鰭硬棘10至11枚、背鰭軟條24至28枚；臀鰭上具有一黑斑，硬棘3枚、軟條17至20枚。體長可達22公分。

## 生態
本魚棲息在珊瑚礁或岩石海岸淺水區，常成對出現。肉食性，以小型甲殼類為食。

## 經濟利用
為高價值的觀賞性魚類，不供食用。